# Por tu maldito amor
Por tu maldito amor es una película de drama y romance mexicana de 1990, dirigida por Rafael Villaseñor Kuri y protagonizada por Vicente Fernández, Sonia Infante, Claudia Fernández y Josefina Echánove. Esta película fue filmada en Cuautla, Morelos (México).

## Trama
Al regresar de una larga ausencia, un ganadero, es perseguido por el esposo de una mujer que estaba comprometida con él, pero que se casó al creer que no volvería. Herido y fatigado llega hasta una plantación selvática donde es protegido por la dueña, una mujer madura y soltera que se enamora de él. Acepta casarse con ella y causa la envidia de otros potentados que pensaban desposar a la mujer para quedarse con sus tierras. Luego la coqueta hermana se enamora de su cuñado y lo seduce. Él piensa terminar esa relación prohibida pero la joven hace matar a un pretendiente y culpa a su cuñado y amante. Él se entrega al padre del joven que busca venganza y con su muerte pone fin a tan problemáticos amores.

## Reparto
- Vicente Fernández
- Sonia Infante
- Claudia Fernández
- Leonardo Daniel
- Josefina Echánove
- José Natera
- César Castro
- Raúl Meraz
- Martha Ortiz
- Miguel Suárez
- José Luis Avendaño
- Sonia Bayardo
- Luis Penagos

## Recaudación
La película "Por tu maldito amor" del año 1990 recaudó unos $9.6 millones en taquilla en todo el mundo. La película fue vista por más de 4.3 millones de personas. Esta película se encuentra en el puesto número 467 entre las películas con mayor recaudación de todos los tiempos.

## Premios y nominaciones

### Premios Ariel de 1991
- Mejor coactuación femenina: Claudia Fernández (ganadora)

- Mejor actriz de cuadro: Josefina Echánove (nominada)